# Тетраселенид трициркония
Тетраселенид трициркония — бинарное неорганическое соединение
циркония и селена
с формулой Zr3Se4,
кристаллы.

## Получение
- Нагревание стехиометрических количеств чистых веществ [1]:

{\displaystyle {\mathsf {3Zr+4Se\ {\xrightarrow {800^{o}C}}\ Zr_{3}Se_{4}}}}

## Физические свойства
Тетраселенид трициркония образует кристаллы
кубической сингонии, пространственная группа F m3m, параметры ячейки a = 0,5337 нм, Z = 1,
искаженная структура типа хлорида натрия NaCl
.